# 藏西岩黄耆
藏西岩黄耆（学名：Hedysarum falconeri）为豆科岩黄耆属下的一个种。

## 扩展阅读
- 維基物種上的相關：藏西岩黄耆